# Geschichte der Feuerwehrhelme

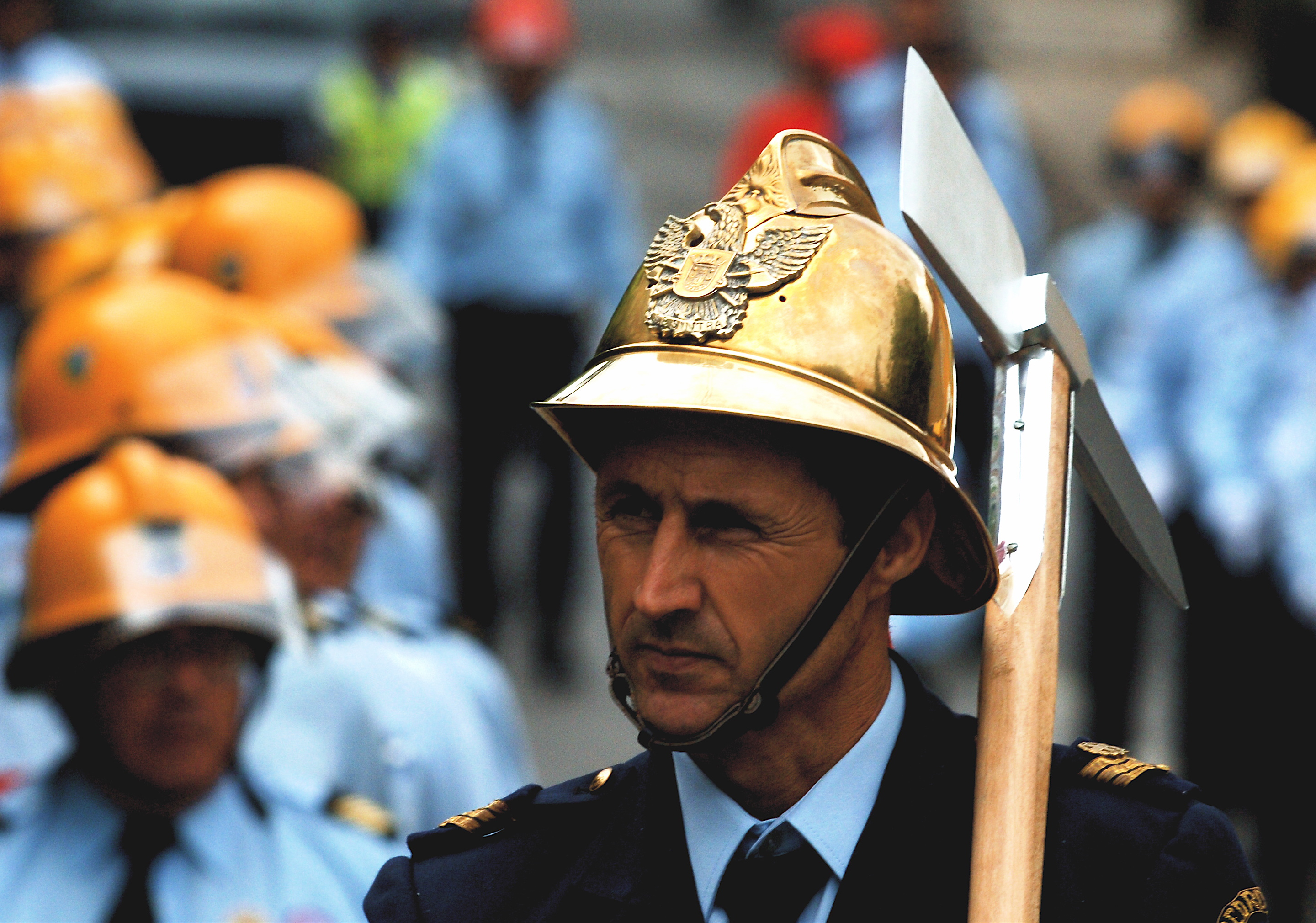
Portugiesischer Feuerwehrmann bei einer Parade

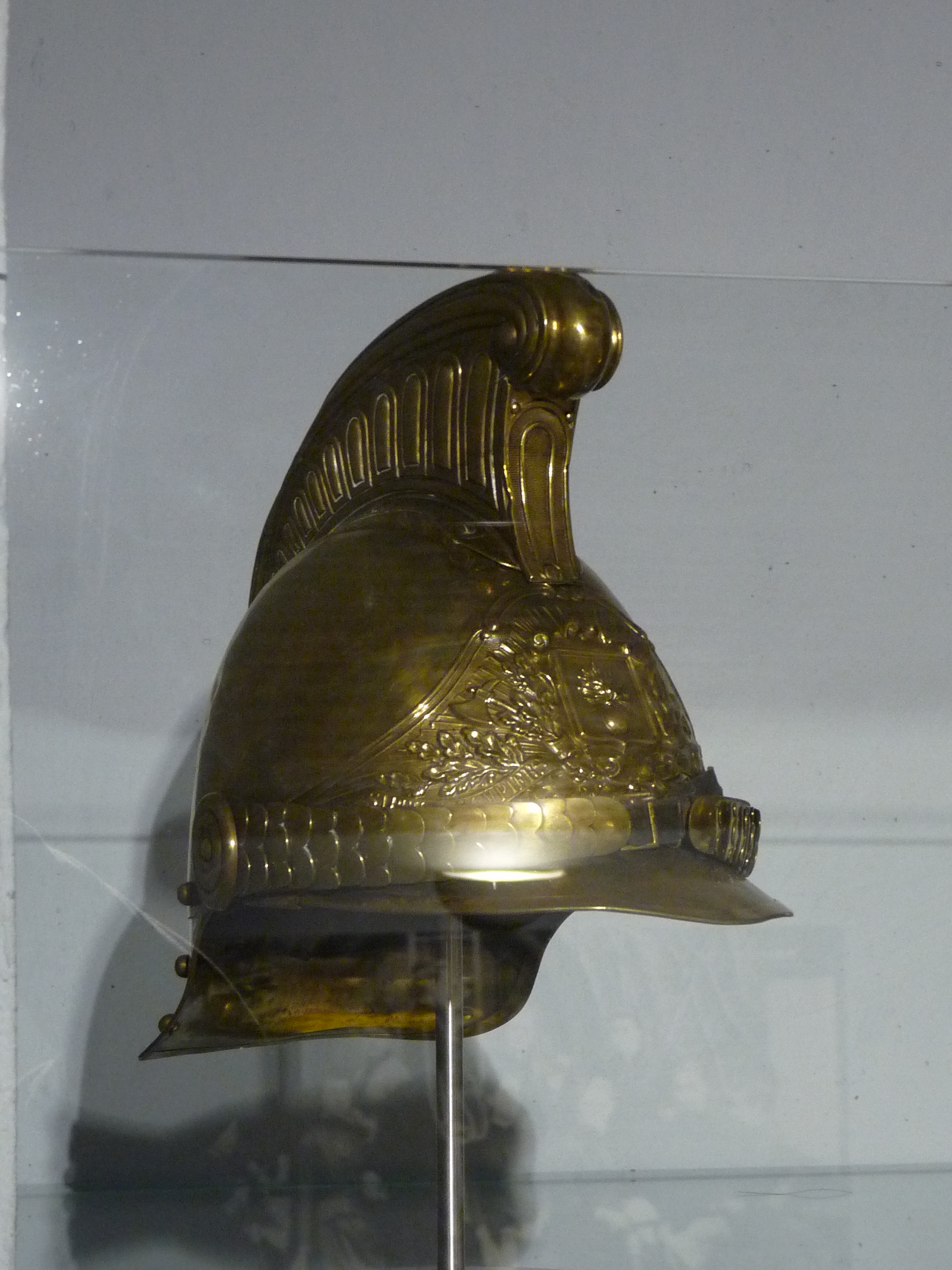
Historischer Feuerwehrhelm im Feuerwehrmuseum Saragossa

Feuerwehrhelme waren in den Anfangszeiten der Berufs- und Freiwilligen Feuerwehr nicht nur ein wichtiger Kopfschutz, sondern auch ein oft prunkvoller Bestandteil der Uniform. In den letzten Jahrzehnten wurde aus den meist nach militärischem Vorbild gefertigten Helmen eine speziell konstruierte und auf ihren Zweck, den größtmöglichen Schutz des Trägers, ausgerichtete schmucklose Kopfbedeckung, die sich in den verschiedenen Staaten unterschiedlich entwickelte.

## Symbolik
Zur Geschichte der Feuerwehrhelme gehören auch die Symbole, mit denen vor allem die frühen Feuerwehrhelme verziert waren und die mit dem Feuer und damit auch dem Feuerwehrwesen in Zusammenhang stehen. Abhängig war diese Symbolik von den jeweiligen Kulturkreisen.
- Eiche: Die Eiche war in der Zeit der Romantik für die unerschütterliche Kraft. Eichenblättern wurde die Fähigkeit nachgesagt, Löwen zu bannen.[1]
- Linde: Der Linde wurden Kräfte zugeschrieben, welche den Blitz abwehren konnten. Außerdem war sie ein Zeichen der örtlichen Gerichtsbarkeit und der dörflichen Gemeinschaft. In den slawischen Ländern war die Linde („Lípa“) ein heiliger Baum.[1]
- Lorbeer: Als einziger aller von Menschen kultivierten Bäumen wurde der Sage nach der Lorbeerbaum nie von einem Blitz getroffen. Bei Brandopfern galt das Knistern der verbrennenden Lorbeerzweige als gutes Omen. In allegorischen Darstellungen ist es die Siegesgöttin Nike, die den Siegreichen mit einem Lorbeerkranz krönt.[1]
- Löwe: Ebenso wie der Adler ist der Löwe ein tierisches Herrschaftssymbol und beiden wurde die Fähigkeit nachgesagt, ohne zu blinzeln, in die Sonne sehen zu können.[1]
- Salamander: Volksglaube und Symbolik sehen im Salamander ein Elementarwesen, welches im Element Feuer lebt, damit dieses belebt und behütet ist.[1]
- Wasserwesen: Die Wasserwesen, zumeist in weiblicher Gestalt dargestellt, symbolisieren das Leben des nassen Elements und stellen keine Dämonen dar, sondern von Gott bestellte Hüter des Wassers. Sie sind die Gegenspieler des Elements Feuer.[1]

## Funktionelles
Kamm oder Spinne dienen dazu, durch Brand herabstürzende Teile leichter zu brechen bzw. zur Seite abzulenken.
Glänzend sind Helme mitunter ausgeführt, um Wärmestrahlung und Suchlicht besser zu reflektieren. Retroreflexstreifen und phosphoreszierendes  Nachleuchten dienen der besseren Sichtbarkeit bei Suchlicht oder in völligem Dunkel.
Ein Visier muss hochklappbar sein, wenn es verschmutzt oder verbrannt undurchsichtig geworden ist. Manche sind innerhalb der Helmschale hochdrehbar. Eine typisch goldfärbige Verspiegelung soll selektiv Wärmestrahlung durch Reflexion vom Gesicht abhalten. Das Visier muss Platz für das Atemgerät (Lungenautomat) oder eine Atemschutzmaske lassen.
Ein Nackenleder soll hier ein Hineinfallen von Teilchen und Hineinrinnen von Wasser in die Halsöffnung der Kleidung verhindern. Eine schräg nach unten ausgestellte Krempe rundum hat ähnliche Funktion und versteift den Äquator des Helms.
Durch Polsterung und Riemenkorb soll der Helm bequem zu tragen sein und einen aufgenommene Stoßkraft flächig verteilt auf den Schädel übertragen.

## Österreich

### Wien
In Österreich war vor allem die Wiener Berufsfeuerwehr als älteste Berufsfeuerwehr der Welt und größte Einzelfeuerwehr Österreichs sowohl während des Bestands der Donaumonarchie als auch später immer wieder tonangebend bei der Feuerwehrausrüstung und damit auch bei den Helmen.
Ein Dekret vom 30. Juli 1771 wies den Räten der Landesregierung von Niederösterreich und dem Personal des Unterkammeramts (Wiener Stadtbauamt, dem damals die Feuerwehr unterstand) verschiedenfarbige Hutmaschen zur Kennzeichnung ihrer Funktion zu.
1786 wurde den Löschmannschaften der Wiener Berufsfeuerwehr das Tragen der Wiener Stadtlivree als Uniform zugestanden. Als Kopfbedeckung diente dabei ein hoher schwarzer Zylinderhut mit dem Stadtwappen.
Das Feuerlöschpatent vom 31. Dezember 1817 teilte dem Löschpersonal und den Feuerkommissären weiße Hutmaschen und den Räten der Landesregierung, von der Stadthauptmannschaft, den Polizeikommissären sowie den Kommissären vom Magistrat und vom Unterkammeramt rot-weiße Hutmaschen als Erkennungszeichen zu.
Um die Feuerwehrmänner besser bei ihren Einsätzen zu schützen und von anderen am Einsatzort anwesenden Personen unterscheidbar zu machen, beschloss der Wiener Gemeinderat am 21. Oktober 1853 die Anschaffung zweckmäßigerer Kopfbedeckungen als die bisher verwendeten Zylinderhüte. Erworben wurden Helme der aufgelösten Municipalgarde, die entsprechend umgearbeitet wurden.
Die prunkvolleren Helme für die Offiziere bestanden aus schwarz lackiertem Stahlblech und Weißblech. Seitlich war der Kamm mit einem Salamander verziert und die Schuppen des Schuppenbands Lorbeerblättern nachempfunden.
Exerziermeister, Löschmeister und Feuerwehrmänner erhielten einfacher gefertigte Helme aus Stahlblech, während Kutscher und Druckmänner schwarz lackierte Wachstuchkappen trugen. Erst ab 1886 erhielten sie den so genannten „Kutscherhelm“ aus Leder, der den Blechhelmen ähnelte und ebenfalls schwarz lackiert war. Als 1901 die Druckmänner in den Stand der Feuerwehrmänner übernommen wurden, erhielten sie ebenfalls Blechhelme.
Um die seit 1853 von der Wiener Berufsfeuerwehr verwendeten Helme durch moderne Kopfbedeckungen zu ersetzen, wurde gemeinsam mit der Technischen Universität Wien und der Firma Carl Weinberger ein neuer Helmtyp entwickelt.
Zunächst bestand dieser aus 0,8 Millimeter dickem und gepresstem Stahlblech, und wurde mit sechs sternförmigen Rippen verstärkt. Eine dieser Rippen verlief zum Hinterkopf, je zwei führten seitlich am Kopf des Trägers herab und eine Rippe führte zur Stirn. Diese Rippe war kürzer ausgeführt, um Platz für das dort angebrachte Gemeindewappen zu schaffen. An der Innenseite erhielten die schwarz (Mannschaften) oder grau (Offiziere) emaillierten Helme mit einem Gewicht von 0,8 Kilogramm eine Filzeinlage.
Wegen der besseren Hitzeabstrahlung und des geringeren Gewichts wurden die probeweise aus Stahl gefertigten Helme 1935 wieder eingezogen und durch aus Aluminium gefertigte Helme ersetzt. Gemeinsam mit der ebenfalls aus Aluminium hergestellten und oben spitz zulaufenden Spinne boten die Helme bei geringerem Gewicht besseren Schutz.
In der Zeit des Nationalsozialismus wurden die Helme dunkel eingefärbt.
Diese Helmform, „Wiener Helm“ oder auch „Spinnenhelm“ genannt, blieb bei der Wiener Berufsfeuerwehr bis in die 1980er Jahre in Verwendung. Nachteile zeigte dieser Helmtyp vor allem beim Tragen der Atemschutzmaske, da der Helm dann schief auf dem Kopf saß und nicht mehr seine volle Schutzwirkung entfalten konnte.

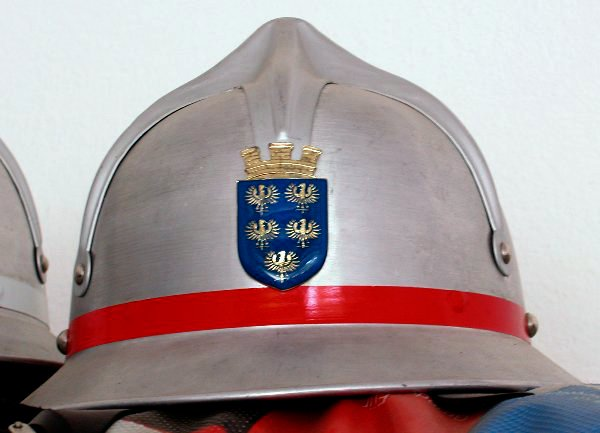
Feuerwehrhelm „Wiener Form“ mit Spinne
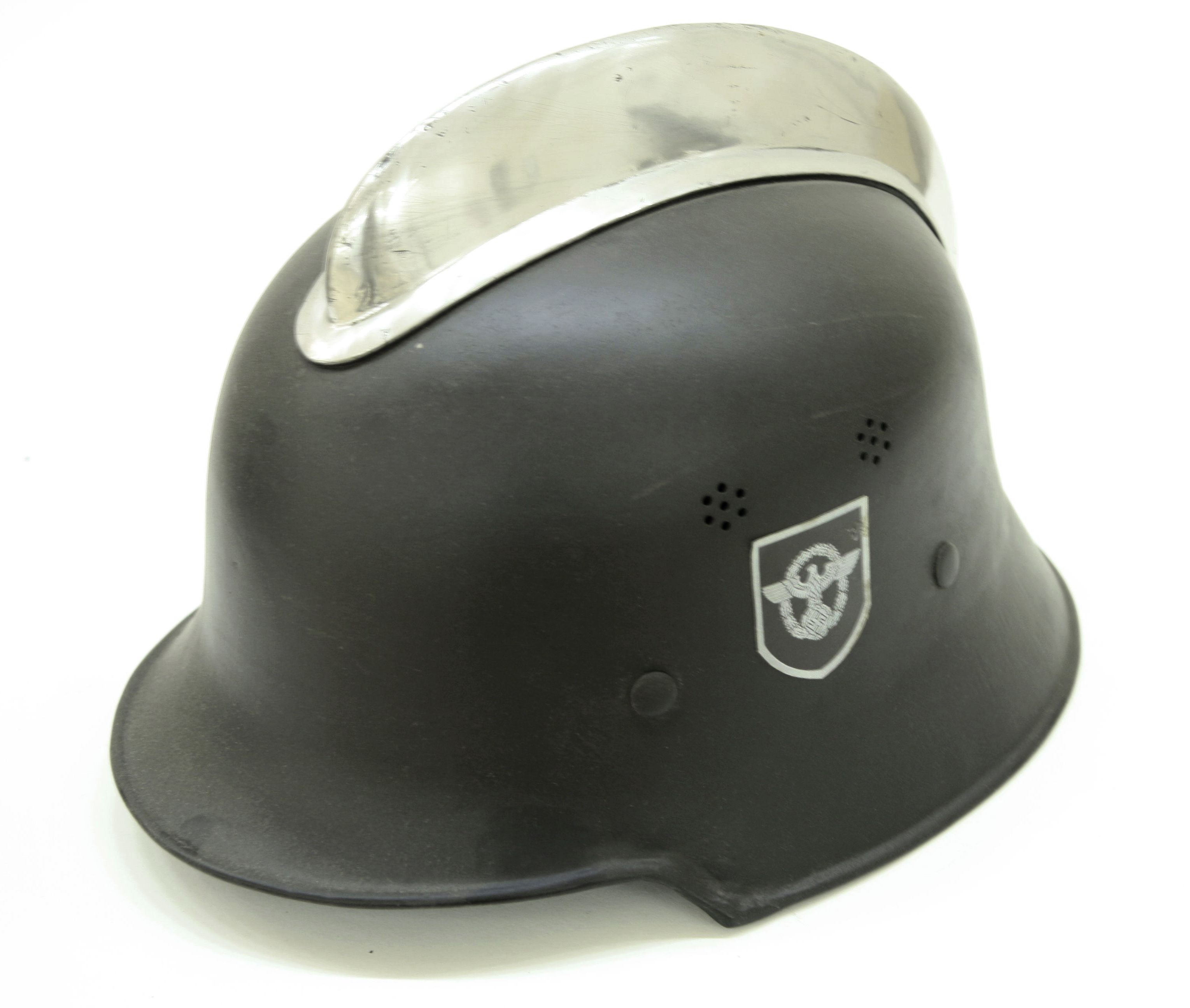
Helm der Feuerschutzpolizei Wien, mit Kamm
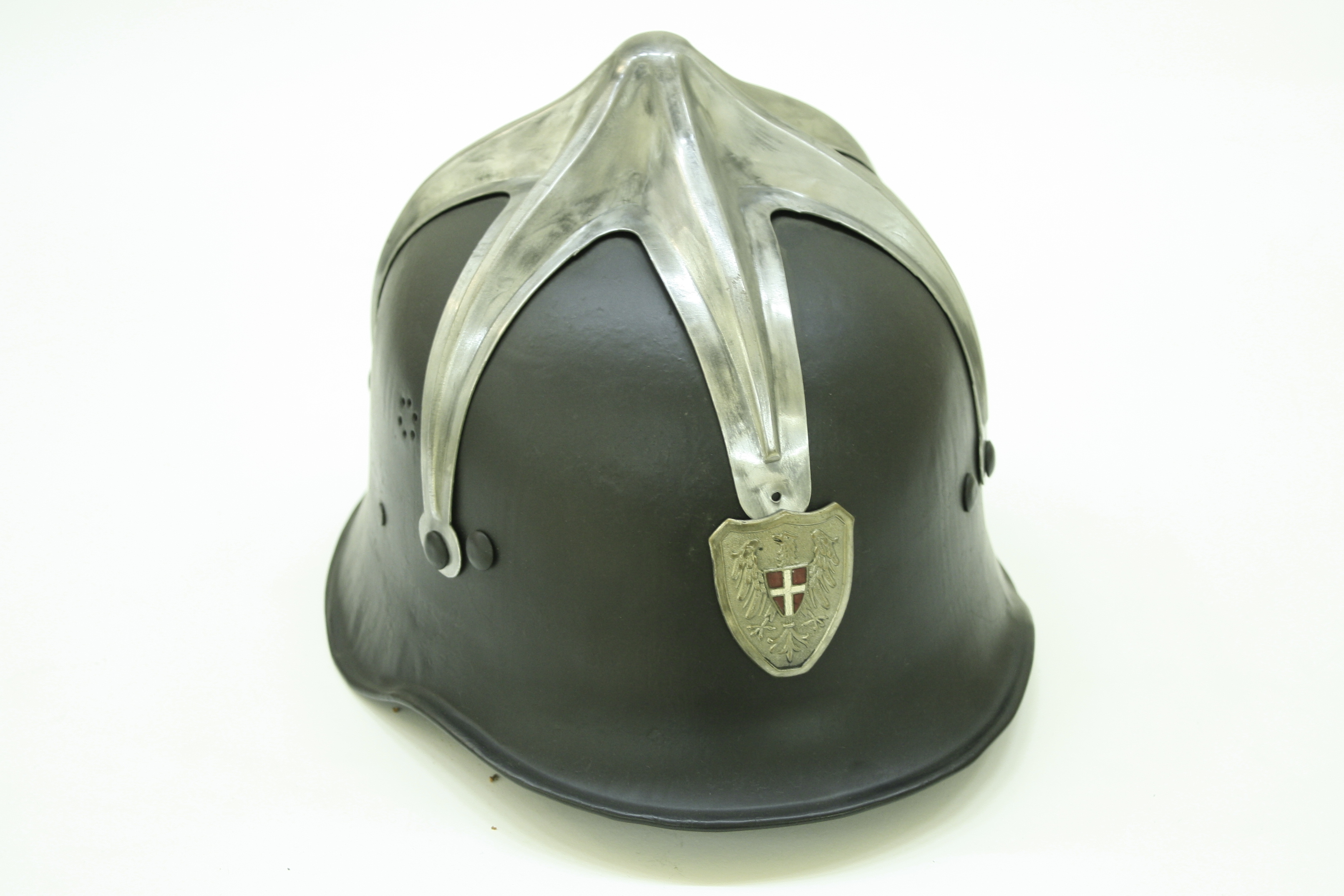
Helme nach dem Anschluss, bevor auch die Spinnen entfernt werden mussten
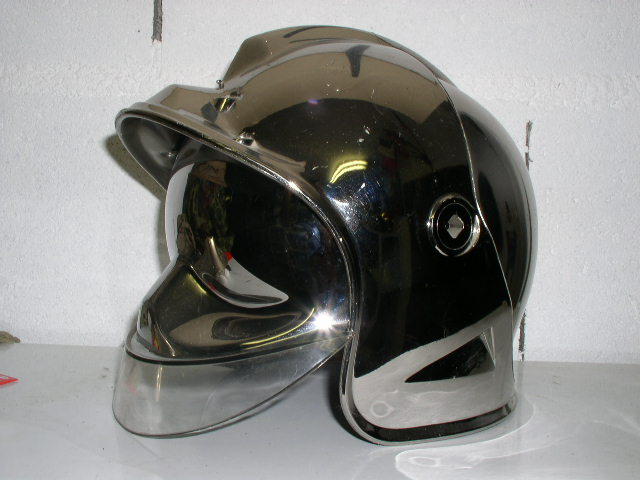
Gallet F1

Von 1938 bis 1945 wurde statt des Spinnenhelms der Wehrmachtshelm verwendet, da die Wiener Feuerwehr in die militärisch organisierte Feuerschutzpolizei des deutschen Reichs eingegliedert wurde. Gefertigt wurden die Wehrmachtshelme aus so genanntem „Thale-Stahl“ mit einer Wandstärke von 0,8 Millimetern und einer Zugfestigkeit von 160 Kilogramm pro Quadratmillimeter.
Als die Wiener Berufsfeuerwehr nach einem modernen Feuerwehrhelm als Nachfolger für den Wiener Helm suchte, wurde sie bei österreichischen Anbietern nicht fündig. Deshalb nahm sie das Angebot der Firma Dräger an. Dieser Helm Gallet F1 wurde von Gallet für die Feuerwehr von Paris entwickelt und von Dräger vertrieben. Vorerst waren sie noch mit Stahlhelmen für die Grabenkämpfe des Ersten Weltkriegs ausgerüstet.
Der Gallet F1 ist ein Vollschalenhelm aus glasfaserverstärktem Polyamid (PA) mit Wandstärken von 2 bis 3 Millimetern (an den Rändern bis 5 Millimetern) und einem Gewicht von 1,2 Kilogramm. Er verfügt über eine integrierte klappbare Schutzbrille und als Hitzeschutz ein goldbedampftes Klappvisier. Ein Aluminium-Nomex-Gewebe dient als Nackenschutz. Die Tragedauer beträgt 10 Jahre, danach muss der Helm aus Sicherheitsgründen ausgemustert werden. Gallet wurde 2002 von MSA übernommen, daher wird er heute auch als MSA Gallet F1 bezeichnet.

### Bundesländer

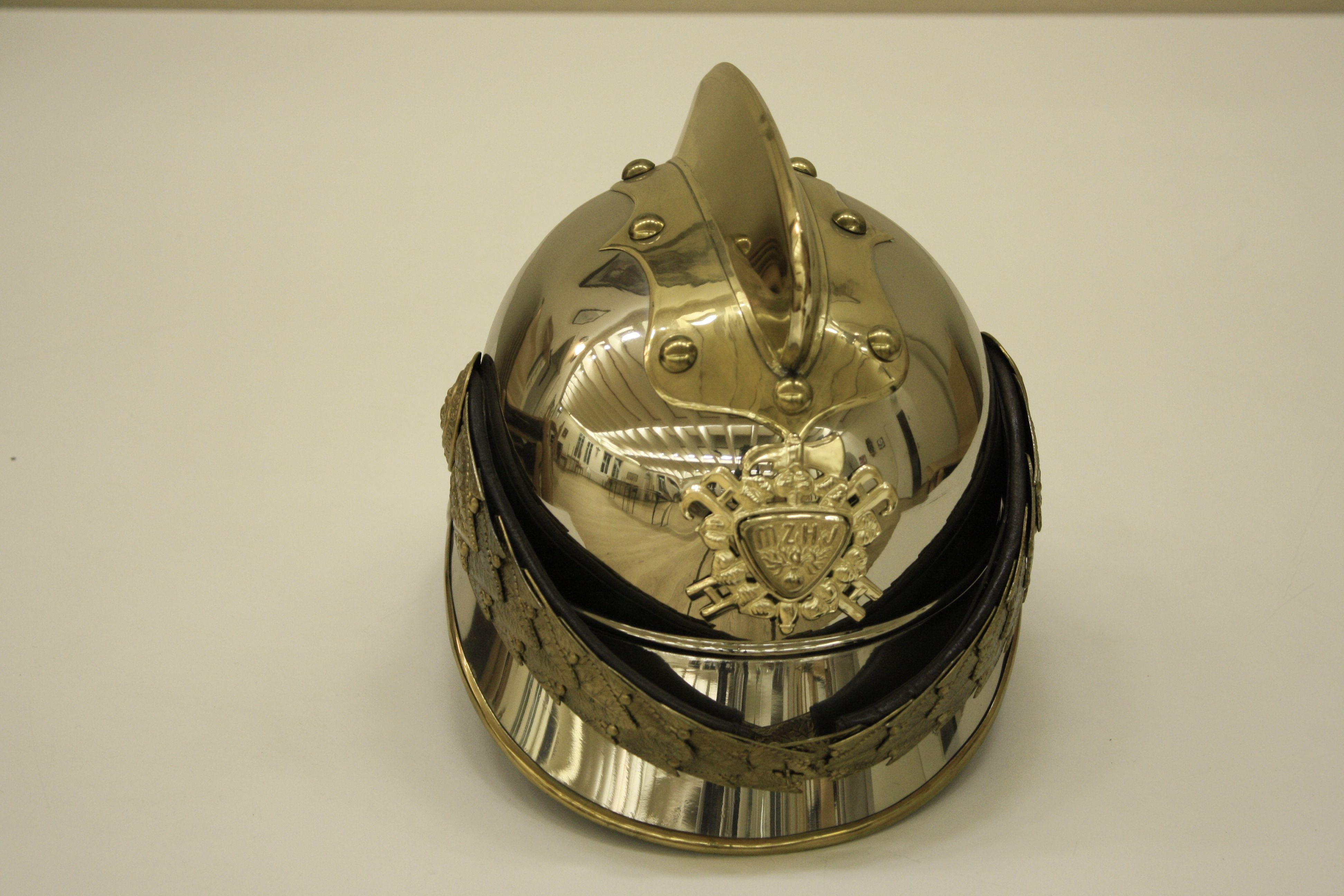
Böhmischer Kommandantenhelm von ungefähr 1890

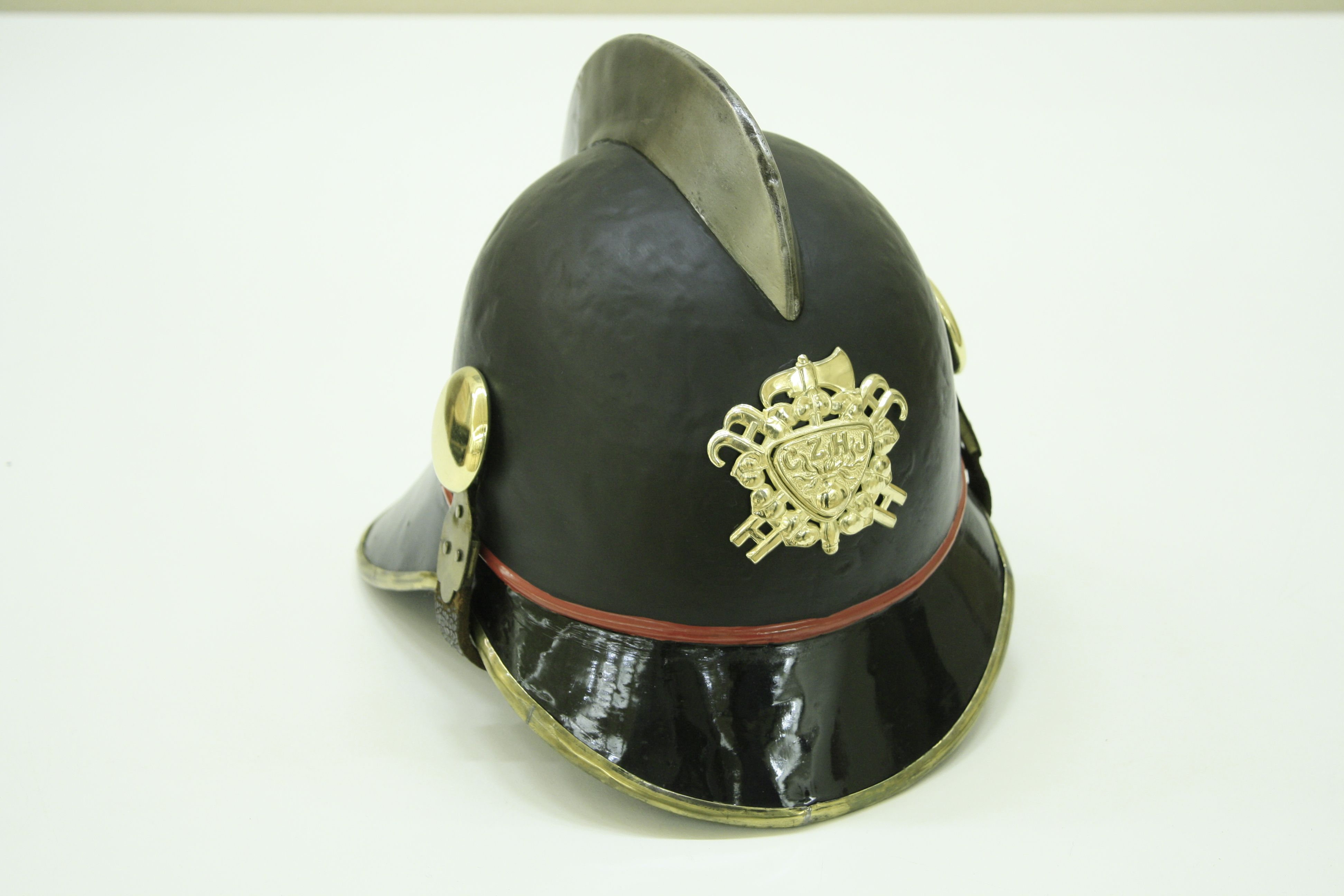
Böhmischer Mannschaftshelm von ungefähr 1875

Da von der k.u.k. Armee Helme nur von den Dragonern verwendet wurden, bestand für die nach 1867 in großer Zahl gegründeten Freiwilligen Feuerwehren nicht nur am Gebiet des heutigen Österreichs, sondern in ganz Cisleithanien, wie die österreichische Reichshälfte bezeichnet wurde, keine Möglichkeit, gebrauchte Militärhelme für ihre Zwecke zu erwerben.
Diese Marktlücke deckte bald die Industrie mit einem immer breiter werdenden Sortiment ab. 1880 etwa produzierte der in Wien ansässige Helmhersteller Wm. Knaust fünf verschiedene Helmformen (Austria, Pannonia I und II, Germania, Hungaria), um 1900 bot die Firma Glaubinger aus Wien bereits wesentlich mehr Helmformen an (Österreich-ungarische, oberösterreichische, niederösterreichische, wiener, prager, villacher, steiermärkische und böhmischer Helmform). Hauptunterscheidungsmerkmal dieser Helmformen war die Gestaltung der Sonnen- und Nackenschirme, ihre spezielle Form erhielten sie durch unterschiedliche Kämme und Beschläge, die ebenfalls in reicher Zahl angeboten wurden.
Nach dem Anschluss Österreichs an das Deutsche Reich mussten von den Helmen die Kämme entfernt werden. Vor allem bei aus Leder gefertigten Helmen bedeutete dies einen großen Verlust an Stabilität und damit an Schutzwirkung.
Wann der in Wien eingeführte Spinnenhelm in den übrigen Bundesländern Österreichs eingeführt wurde (vor oder nach dem Zweiten Weltkrieg) ist nicht bekannt, vermutlich aber erst nach Kriegsende. Betriebsfeuerwehren behalfen sich in dieser Zeit häufig mit Übergangslösungen: Wehrmachtshelme mit daran befestigten Aluminiumspinnen.
Ab 1989 begann die Firma Rosenbauer gemeinsam mit der Firma Ulbrichts Witwe aus Schwanenstadt (Oberösterreich) mit der Entwicklung eines eigenen neuen Helmtyps, der den Wünschen des Österreichischen Bundesfeuerwehrverbandes entsprechen sollte. Die Entwicklung dieses österreichischen Helmtyps dauerte rund zwei Jahre.
Die Landesfeuerwehrverbände von Oberösterreich, Tirol und Vorarlberg empfahlen ihren Feuerwehren die Anschaffung des Rosenbauerhelms „Heros“, der Landesfeuerwehrverband von Kärnten wiederum plädierte für den von der Firma Schuberth angefertigten Helm F 100 KE. Im Burgenland wird eine abgeänderte Version des in Wien verwendeten Dräger Gallet F1, der so genannte „Supra S“ verwendet. Da die Empfehlungen der einzelnen Landesfeuerwehrverbände zum Teil aber zu spät ausgesprochen wurden und die einzelnen örtlichen Feuerwehren für die Anschaffung selbst zuständig sind, gibt es in den Bundesländern keinen einheitlichen Helmtyp mehr.
Der „Wiener Helm“ wird von den Feuerwehren nur noch bei feierlichen Anlässen getragen, wie beispielsweise bei Begräbnissen oder Paraden. So wurden sie von Angehörigen der Wiener Rathauswache als Ehrenwache während der Aufbahrung von Ex-Bürgermeister Leopold Gratz im Rathaus von Wien getragen.

## Deutschland

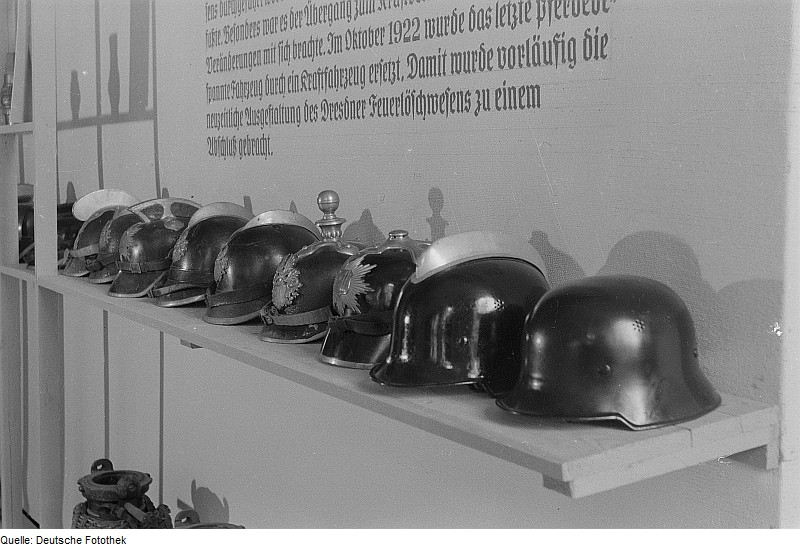
Historische deutsche Feuerwehrhelme

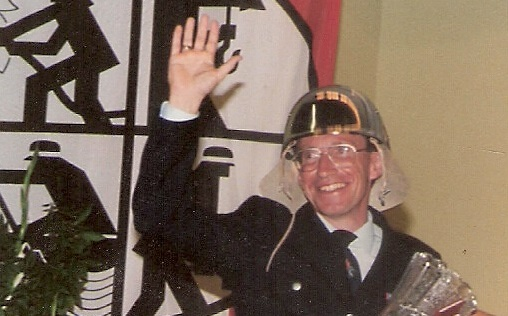
Franz-Josef Sehr mit DDR-Feuerwehrhelm, 1990

Im deutschen Kaiserreich war der Feuerwehrhelm der Pickelhaube des Preußischen Heeres sehr ähnlich. Er war meist aus demselben Material (früher Leder, später Messing), hatte nur anstelle der Spitze einen aufgesetzten Kamm. In der Folge unterlag er laufenden Designänderungen.
Ab dem Jahr 1933 wurde ein Stahlhelm verwendet. Diese Helmform ist mit nur kleinen Änderungen heute noch bei Feuerwehrleuten zu sehen, da sie sich als robust und zuverlässig erwiesen hat. Mittlerweile gibt es aber davon abweichende Formen.
Die Materialgestaltung veränderte sich vom ursprünglichen mehrteiligen Stahlblech über einteiliges Blech zu Aluminium-Legierungen und Kunststoffen (Glasfaserverstärkter Kunststoff, Duroplast). Die Farbgebung variierte vom ursprünglichen Schwarz nach dem Zweiten Weltkrieg zu Rot schließlich zur heute üblichen nachleuchtenden Beschichtung in Gelbgrün mit umlaufendem Reflexstreifen.
Die Ausgestaltung der Feuerwehrhelme wurde in der Bundesrepublik Deutschland im Jahr 1956 mit einer Vornorm vereinheitlicht und seit 1964 im Normblatt DIN 14940 geregelt, bis diese Norm 1997 durch die DIN EN 443 ersetzt wurde. Im Jahr 2015 kamen mit den Normen DIN EN 16471 „Helme für Wald- und Flächenbrandbekämpfung“ sowie DIN EN 16473 „Helme für technische Rettung“ zwei weitere dazu, die auf spezielle Anforderungen im Feuerwehrdienst eingehen. Obwohl der Helm in dieser Norm und im Sprachgebrauch „Feuerwehrhelm“ heißt, wird er auch von anderen Einsatzorganisationen benutzt.
Erster Feuerwehrhelm der DDR wurde ein Helm aus duroplastischem Phenolharz-Baumwollkunststoff der den Vulkanfiberhelmen der frühen 1930er Jahre sehr ähnlich ist. Hersteller war die Firma Robert Lubstein in Berlin, die später als Volkseigener Betrieb (VEB) Perfekt firmierte. Dieser Helm wurde in dieser Form in der Zeit von 1950 bis 1955 getragen und danach von dem duroplastischen Helm ersetzt wurde. Dieser wurde in der Zeit von 1955 bis 1962 von dem Hersteller Robert Lubstein bzw. VEB Perfekt produziert. Der folgende silberne Helm war eine konsequente Weiterentwicklung der Feuerwehrhelme der DDR. Der Helm aus Glasfaser verstärktem Polyester (GFK) wurde ab Ende 1962 nach TGL 121-940.01 hergestellt und bis zum Ende der DDR getragen. Diese technische Norm regelte seit 1962 die Herstellung der DDR-Feuerwehrhelme.

## Frankreich

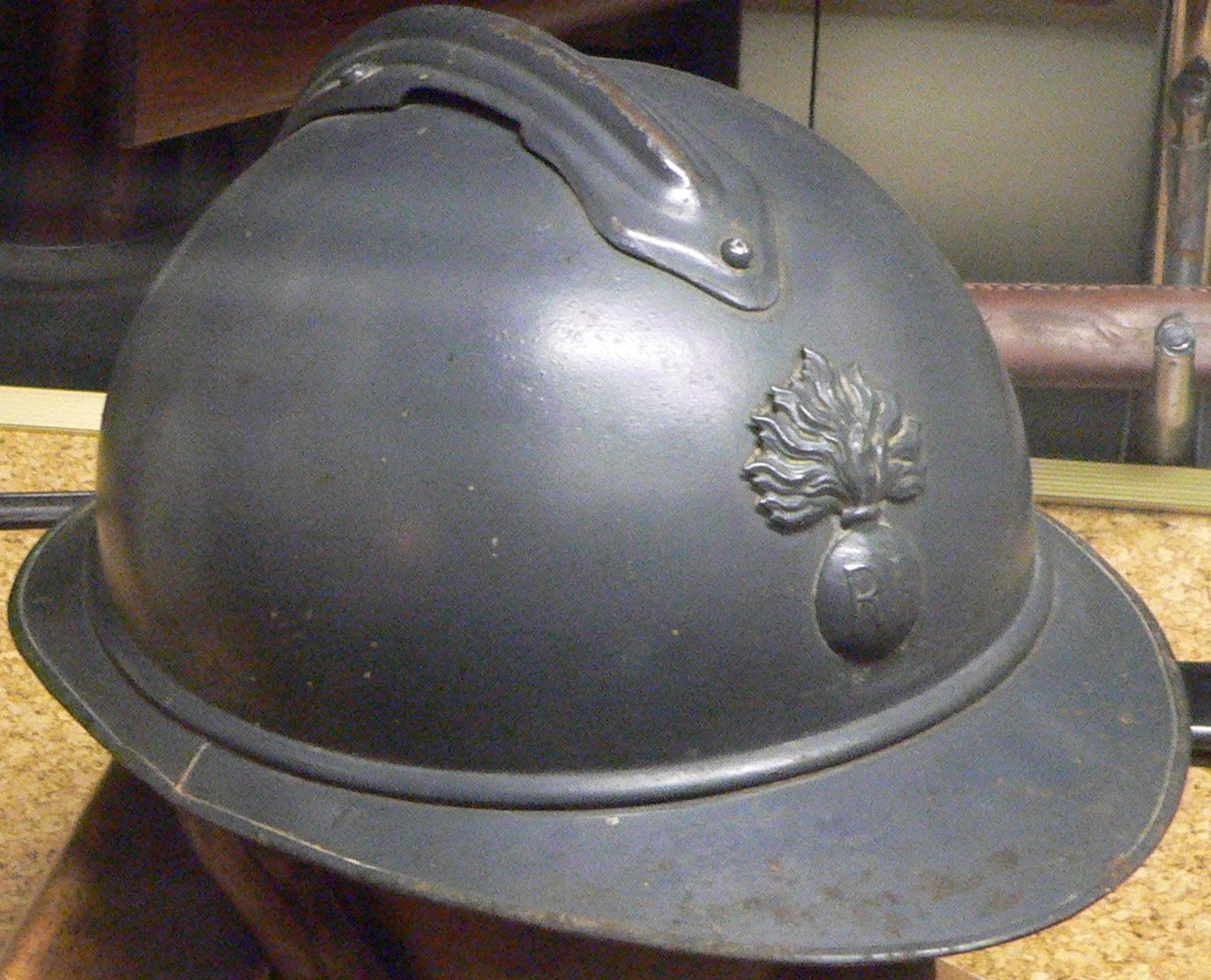
Französischer Adrian-Helm

Die militärisch organisierte Feuerwehr von Paris trug Anfang der 1980er Jahre immer noch die Adrian-Helme, die eigentlich für die Grabenkämpfe des Ersten Weltkriegs entwickelt worden waren und sich seitdem wenig verändert hatten. Als Ersatz wurde im Jahr 1993 der Dräger Gallet F1-Helm entworfen, der mittlerweile in verschiedenen Varianten auch bei zahlreichen Feuerwehren Österreichs und Deutschlands Einzug hielt.

## Norwegen
Infolge der dem Anschluss Österreichs an das Deutsche Reich erfolgten Einführung des Wehrmachtshelms bei der Wiener Berufsfeuerwehr verkaufte die Firma Carl Weinberger – Erfinder und Erzeuger des Spinnenhelms – die für sie nutz- und wertlos gewordenen Pläne und Herstellungswerkzeuge nach Norwegen. Der dort hergestellte Helm erhielt an Stelle der spinnenähnlichen Versteifung allerdings einen Kamm angenietet. Verkauft wurde diese Variante des Wiener Helms auch nach Dänemark, wo sie bis in die 1970er Jahre verwendet wurde.